# Hagere Maryam
Hagere Maryam – miasto w Etiopii, w regionie Oromia. Według danych szacunkowych na rok 2015 liczy 40 900 mieszkańców.